# Cầu Margaret
Cầu Margaret, hay Cầu Margit (tiếng Hungary: Margit híd) là một cây cầu đa nhịp bắc qua sông Đa Nuýp, nối liền giữa ba khu vực bao gồm Buda, đảo Margaret và Pest ở thủ đô Budapest, Hungary. Cầu dài khoảng 607 mét và rộng 25 mét. Cầu Margaret được khánh thành vào năm 1876. Đây là cây cầu lâu đời thứ hai ở Budapest.

## Lịch sử
Kiến trúc sư người Pháp Ernest Goüin là tác giả thiết kế cây cầu này. Công ty xây dựng của Pháp - Société de construction des Batignolles (SCB) là đơn vị xây dựng công trình này trong giai đoạn 1872 - 1876. Cầu Margaret chính thức được khánh thành vào ngày 30 tháng 4 năm 1876. Đến trưa ngày 4 tháng 11 năm 1944, một vụ nổ ngẫu nhiên diễn ra, đã phá hủy nhịp phía đông của cây cầu. Hai cây cột bị phá hủy đã làm cầu Margaret đổ sập xuống sông Đa Nuýp và khiến nhiều người thương vong. Sau đó, cầu Margaret được xây dựng lại và hoàn thành vào năm 1948.
Đầu thế kỷ 21, cây cầu rơi vào tình trạng xuống cấp nghiêm trọng. Các công việc cải tạo cầu Margaret ở quy mô lớn (chẳng hạn như thay cấu trúc cầu bằng thép bền, lắp đặt nhiều cột đèn, mở rộng các làn đường và vỉa hè) được tiến hành trong giai đoạn từ năm 2009 đến năm 2011.

## Hình ảnh

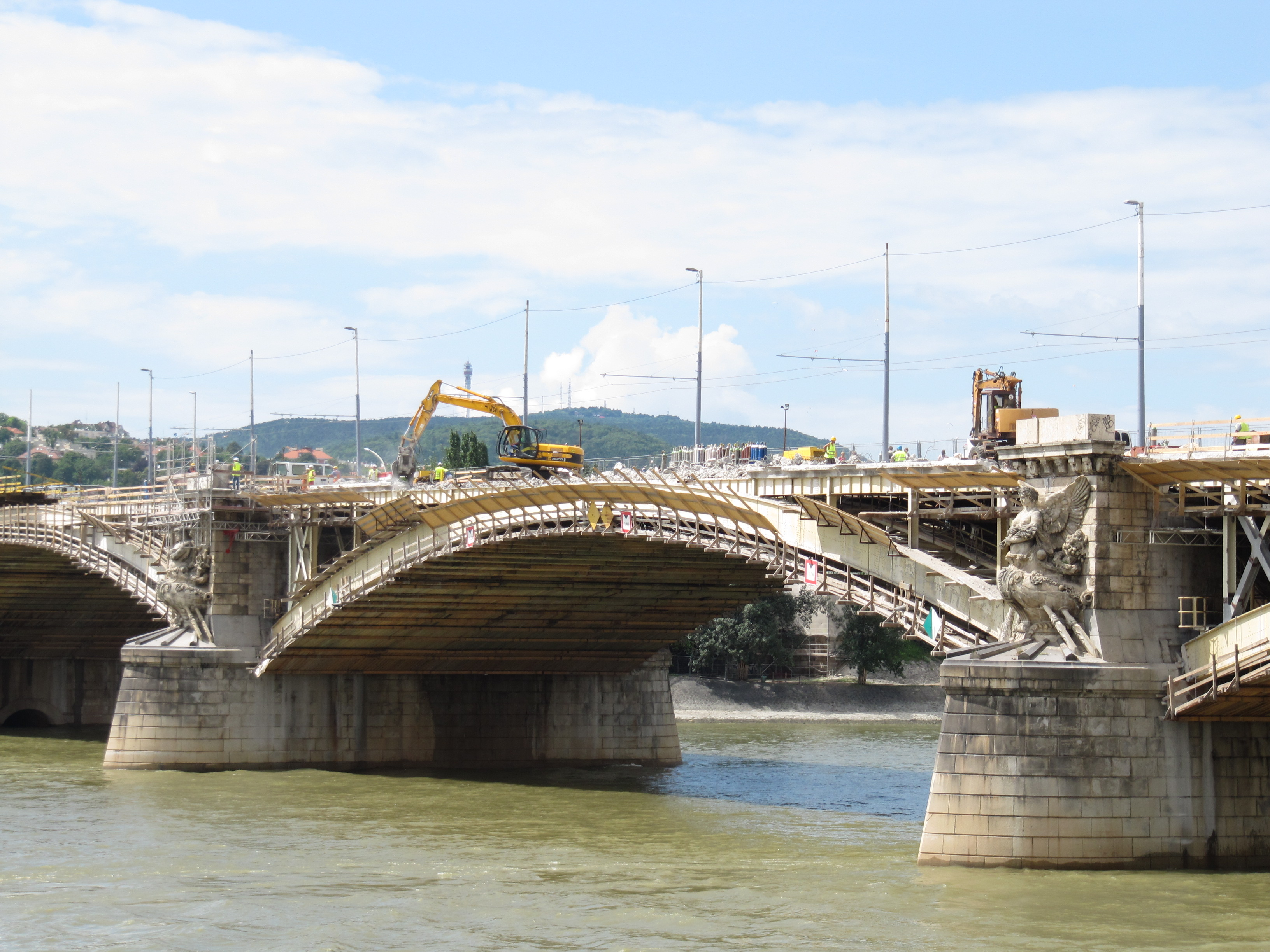
Trong quá trình thi công (2010)
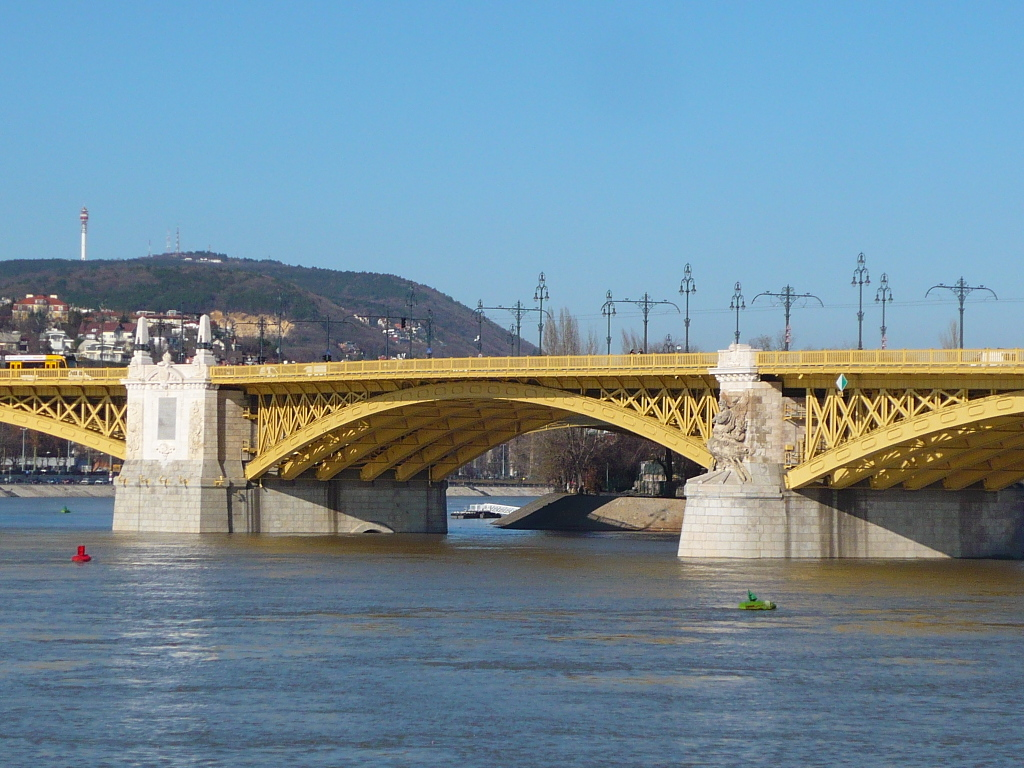
Cầu Margaret sau khi được cải tạo (2012)
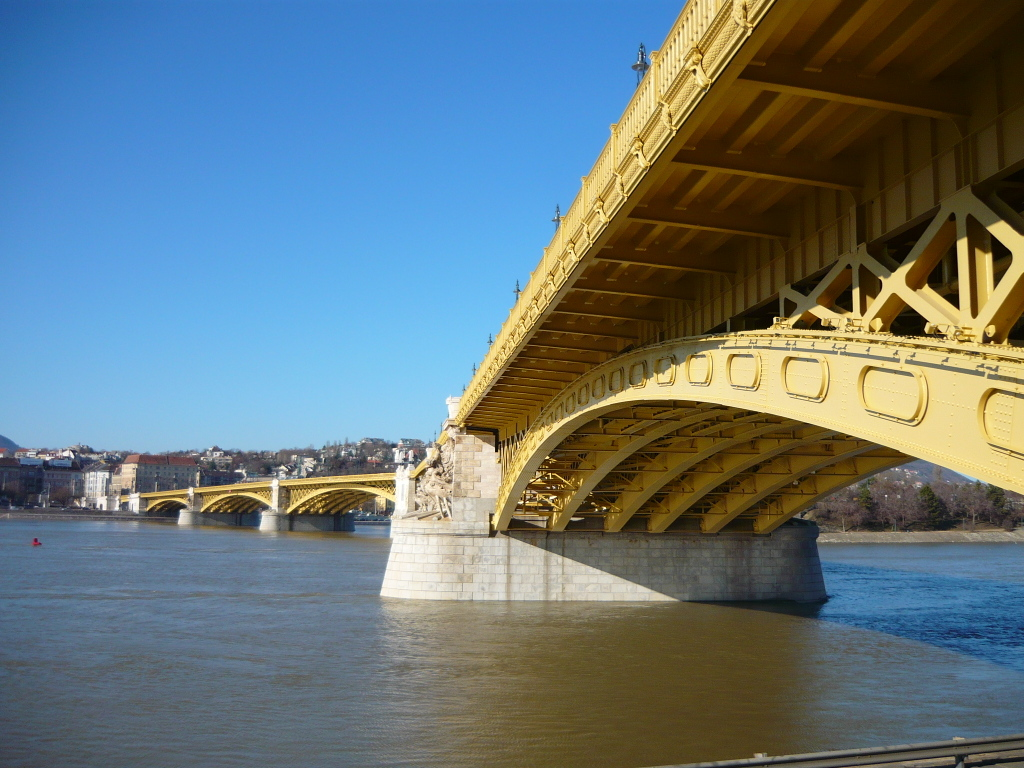